# Chivy-lès-Étouvelles
Chivy-lès-Étouvelles es una comuna francesa, situada en el departamento de Aisne, de la región de Alta Francia.

## Demografía
| 217 | 446 | 479 | 472 | 515 | 542 | 487 | 507 |
| Para los censos de 1962 a 1999 la población legal corresponde a la población sin duplicidades (Fuente: INSEE [Consultar]) |     |     |     |     |     |     |     |